# Osório Citora Afonso
Osório Citora Afonso IMC (ur. 6 maja 1972 w Ribaue) – mozambicki duchowny katolicki, biskup pomocniczy Maputo w latach 2024–2025, biskup Quelimane (nominat).

## Życiorys
Święcenia kapłańskie otrzymał 3 listopada 2002 w zgromadzeniu Misjonarzy Konsolaty. Był m.in. wychowawcą i ekonomem seminarium duchownego w Kinszasie, przełożonym ośrodka misyjnego w Vittorio Veneto oraz radnym włoskiej prowincji zakonu. W 2017 został pracownikiem Kongregacji ds. Ewangelizacji Narodów.
21 września 2023 papież Franciszek mianował go biskupem pomocniczym archidiecezji Maputo oraz biskupem tytularnym Putia in Numidia. Sakry udzielił mu 28 stycznia 2024 kardynał Luis Antonio Tagle. W listopadzie 2024 wybrany sekretarzem generalnym Konferencji Episkopatu Mozambiku.
25 lipca 2025 papież Leon XIV mianował go biskupem diecezjalnym Quelimane.